# Tháp Hòa Phong
Tháp Hòa Phong là một ngôi tháp nằm ở bên bờ hồ Hoàn Kiếm, Hà Nội, Việt Nam, là di tích cổ duy nhất còn sót lại của chùa Báo Ân, một ngôi chùa lớn xây năm 1842 dưới thời nhà Nguyễn.
Tháp này khác với ngọn tháp cùng tên của chùa Dâu ở phường Thanh Khương, thị xã Thuận Thành, tỉnh Bắc Ninh (Xem hình).

## Lịch sử
Chùa Báo Ân là một ngôi chùa Phật giáo được xây dựng vào khoảng năm 1842 dưới thời nhà Nguyễn, kinh phí do Tổng đốc Hà Ninh là Nguyễn Đăng Giai quyên từ dân chúng. Chùa nằm ở bờ đông hồ Hoàn Kiếm, mặt trước quay ra sông Hồng, mặt sau dựa vào hồ. Chùa có 180 gian, kiến trúc phức tạp và cầu kỳ.
Năm 1888, Pháp phá hủy chùa thành bình địa để lấy đất xây Bưu điện Hà Nội, chỉ còn tháp Hòa Phong phía sau chùa là còn giữ lạị.

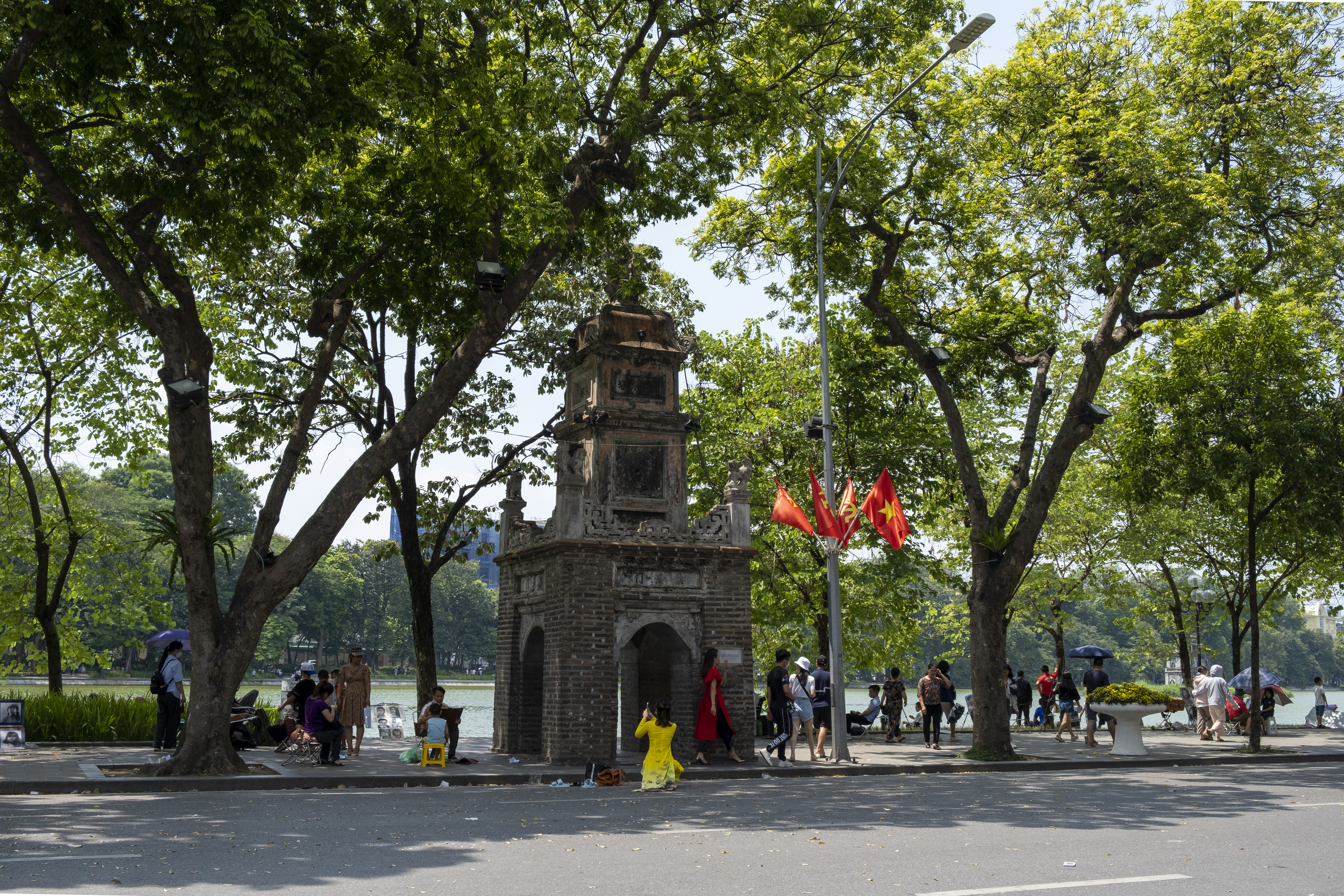
Tháp Hòa Phong ở bên lề đường Đinh Tiên Hoàng kế bên hồ Hoàn Kiếm

Tháp cao ba tầng; tầng một có bốn cửa nên còn gọi là "tứ môn tháp", vốn là một kiểu kiến trúc thường thấy trong các công trình Phật giáo. Tầng một có bốn cửa vòm, tầng hai có tô một chữ Phạn lớn; trên bốn vòm là tên từng cửa: 
1. Báo Ân môn,
2. Báo Nghĩa môn,
3. Báo Đức môn và
4. Báo Phúc môn.

Tầng thứ ba, trên mặt đông-tây có ghi tên tháp là "Hòa Phong" nhưng 2 mặt bắc-nam lại ghi "Báo Thiên tháp".